# Sajókápolna
Sajókápolna ist eine ungarische Gemeinde im Kreis Miskolc im Komitat Borsod-Abaúj-Zemplén.

## Geografische Lage
Sajókápolna liegt in Nordungarn, 13 Kilometer nordöstlich der Kreisstadt und des Komitatssitzes Miskolc an dem Fluss Harica-patak. Nachbargemeinden sind Sajószentpéter, Sajólászlófalva und Kondó.

## Geschichte
Im Jahr 1907 gab es in der damaligen Kleingemeinde 104 Häuser und 442 Einwohner auf einer Fläche von 1842 Katastraljochen. Sie gehörte zu dieser Zeit zum Bezirk Szentpéter im Komitat Borsod.

## Sehenswürdigkeiten
- Egressy-Gedächtnistafel (Egressy emléktábla)
- Fliegerdenkmal (Repülő emlékmű), erschaffen 1988 nach Plänen von Sándor Várhegyi, südlich des Ortes am Waldrand gelegen
- Luftfahrtmuseum (Repülőmúzeum)
- Reformierte Kirche, erbaut 1807–1813, Spätbarock

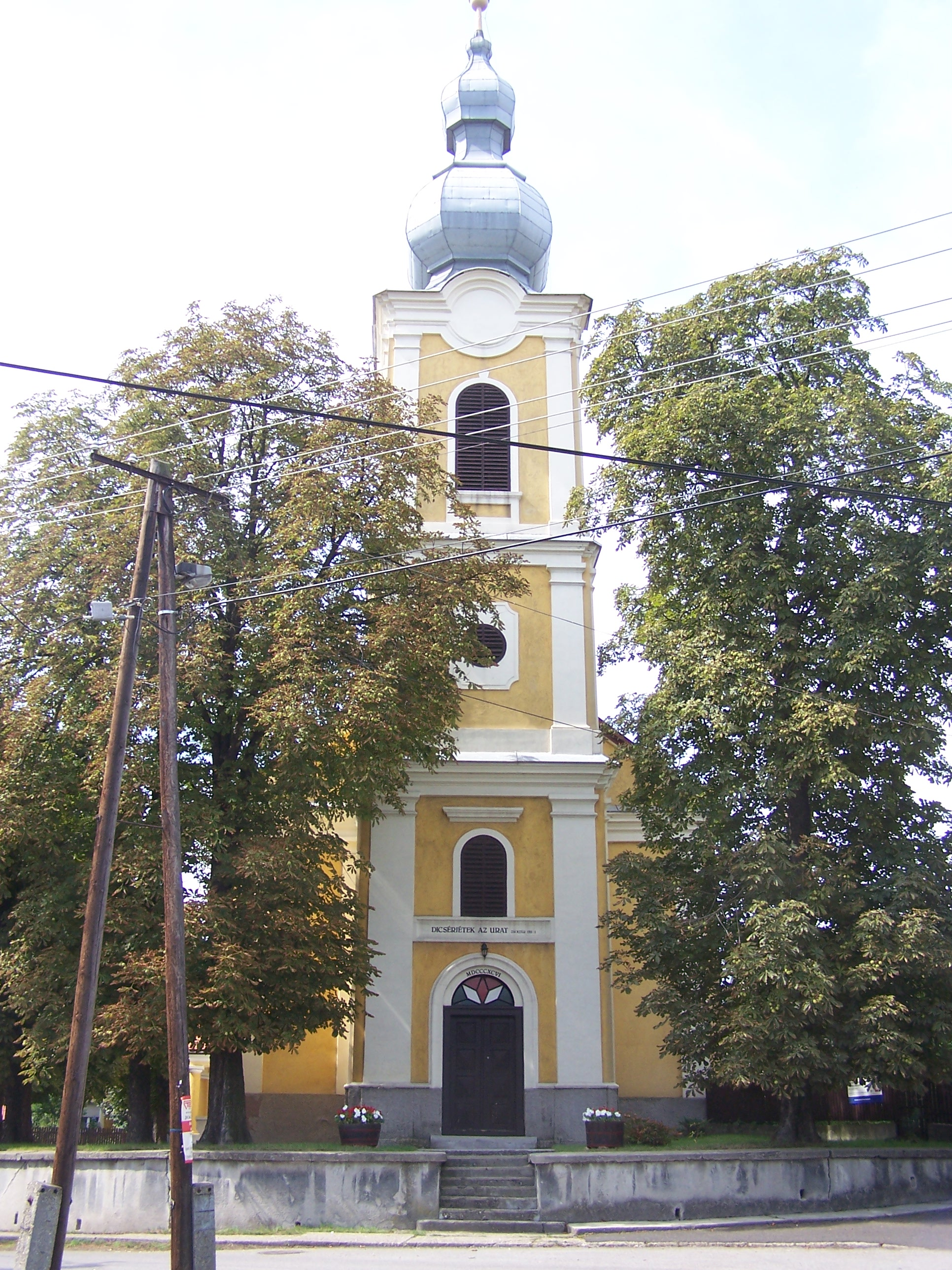
Reformierte Kirche in Sajókápolna

- Weltkriegsdenkmäler

## Verkehr
Am westlichen Ortsrand verläuft die Landstraße Nr. 2517. Es bestehen Busverbindungen nach Sajószentpéter, Varbó und Miskolc. Der nächstgelegene Bahnhof befindet sich drei Kilometer nordöstlich in Sajószentpéter.